# میکن (کارولینای شمالی)
میکن (به انگلیسی: Macon) شهری در ایالت کارولینای شمالی کشور ایالات متحده آمریکا است که جمعیت آن در سرشماری سال ۲۰۱۰ میلادی، ۱۱۹ نفر بوده‌است.